# Ephrata (Pennsylvanie)
Pour les articles homonymes, voir Ephrata.
Ephrata (en anglais [ˈɛfrətə], en allemand de Pennsylvanie Effridaa) est un borough (arrondissement) du comté de Lancaster, dans l'État américain de Pennsylvanie, situé à 61 km au sud-est d'Harrisburg et à 92 km au nord-ouest de Philadelphie. Son nom vient d'Éphrata, un des noms bibliques de l'actuelle Bethléem en Cisjordanie. À ses débuts, Ephrata était une ville de villégiature et une communauté agricole.
La population d'Ephrata a connu une croissance régulière au cours du siècle dernier. En 1900, 2 452 personnes y vivaient, et en 1940, la population était passée à 6 199. La population était de 13 818 habitants lors du recensement de 2020. Ephrata est le borough le plus peuplé du comté de Lancaster.
Ephrata est jumelée avec Eberbach, la ville d'Allemagne d'où les fondateurs d'Ephrata sont originaires.

## Histoire

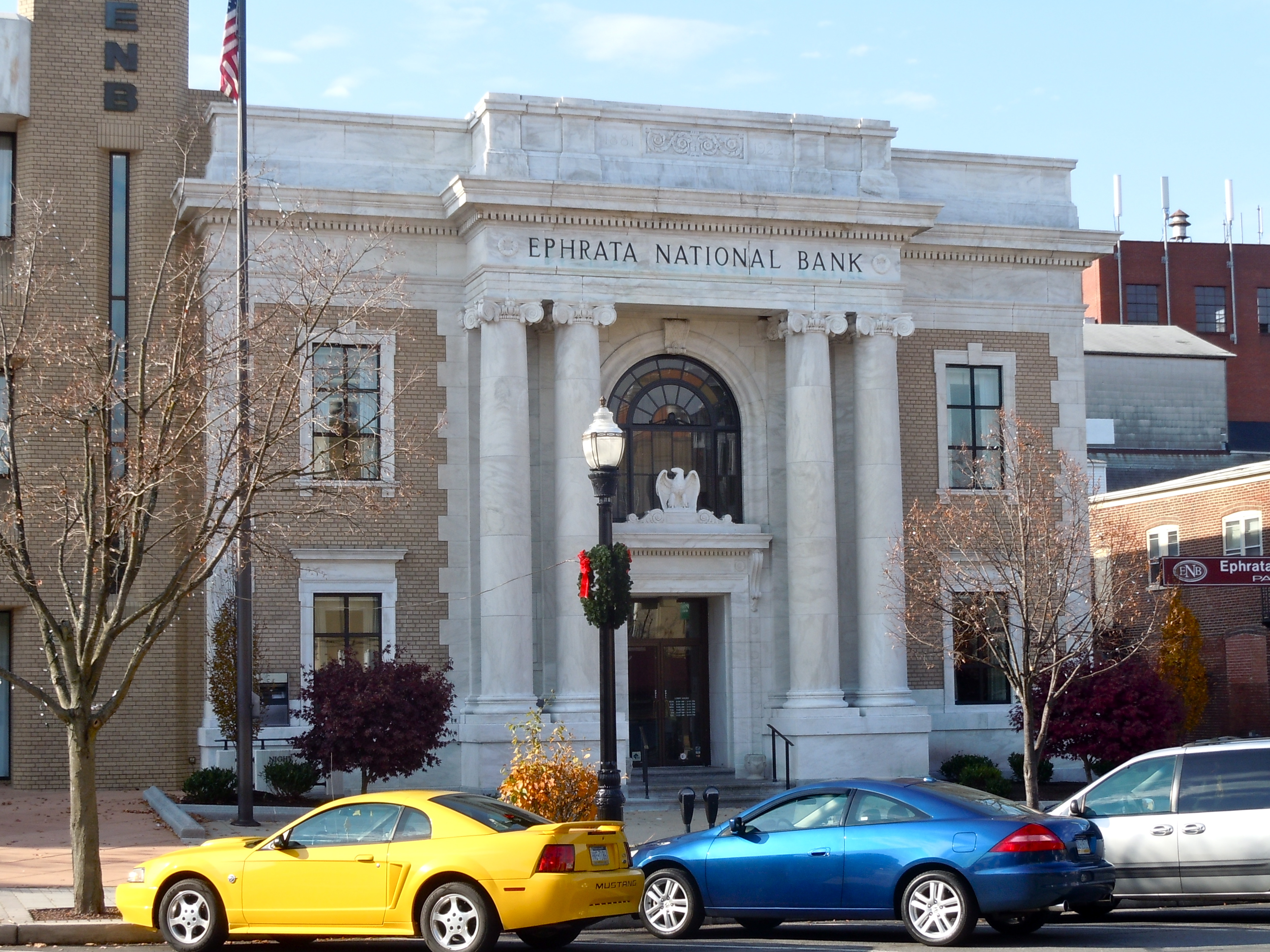
L'Ephrata Banque Nationale bâtiment, conçu par C. Emlen Urbain.

Ephrata est connue pour avoir été le siège de l'Ordre mystique du Solitaire, un ordre semi-monastique des Églises baptistes du Septième Jour. La communauté, qui comprenait à la fois des hommes et des femmes, a été fondée par Johann Conrad Beissel en 1732.
La plupart des membres étaient bien instruits. À la demande du Congrès américain, Peter Miller, deuxième prieur du monastère, a traduit la Déclaration d'indépendance en sept langues. Au plus haut de sa prospérité, la communauté comptait près de 300 personnes,.
Le centre historique commercial d'Ephrata, le cloître d'Ephrata, les bâtiments de la société Eby Shoe, Connell Mansion, le bâtiment Mentzer et l'hôtel Mountain Springs sont inscrits sur le Registre national américain des lieux historiques.

## Géographie
Comme le reste du comté, le territoire d'Ephrata est essentiellement constitué de plaines agricoles.
Selon le Bureau du recensement des États-Unis, la ville a une superficie totale de 9 km2 et une densité de 1 304,6 hab./km2.

## Démographie
| Groupe            | Ephrata | Pennsylvanie | États-Unis |
| ----------------- | ------- | ------------ | ---------- |
| Blancs            | 94,0    | 81,9         | 72,4       |
| Métis             | 1,8     | 1,9          | 2,9        |
| Autres            | 1,8     | 2,4          | 6,2        |
| Asiatiques        | 1,3     | 2,8          | 4,8        |
| Afro-Américains   | 1,0     | 10,9         | 12,6       |
| Amérindiens       | 0,2     | 0,2          | 0,9        |
| Total             | 100     | 100          | 100        |
|                   |         |              |            |
| Latino-Américains | 5,2     | 5,7          | 16,7       |

Selon l'American Community Survey, pour la période 2011-2015, 94,53 % de la population âgée de plus de 5 ans déclarent parler anglais à la maison, alors que 2,26 % déclare parler l'espagnol, 0,56 % l'allemand de Pennsylvanie, 0,52 % l'allemand et 2,14 % une autre langue.

## Écoles
Les écoles d'Ephrata font partie du district solaire d'Ephrata.
Écoles élémentaires :
- Akron Elementary School
- Highland Elementary School
- Clay Elementary School
- Fulton Elementary School

Enseignement du second degré :
- Ephrata Middle School

Enseignement supérieur :
- Ephrata High School

## Économie

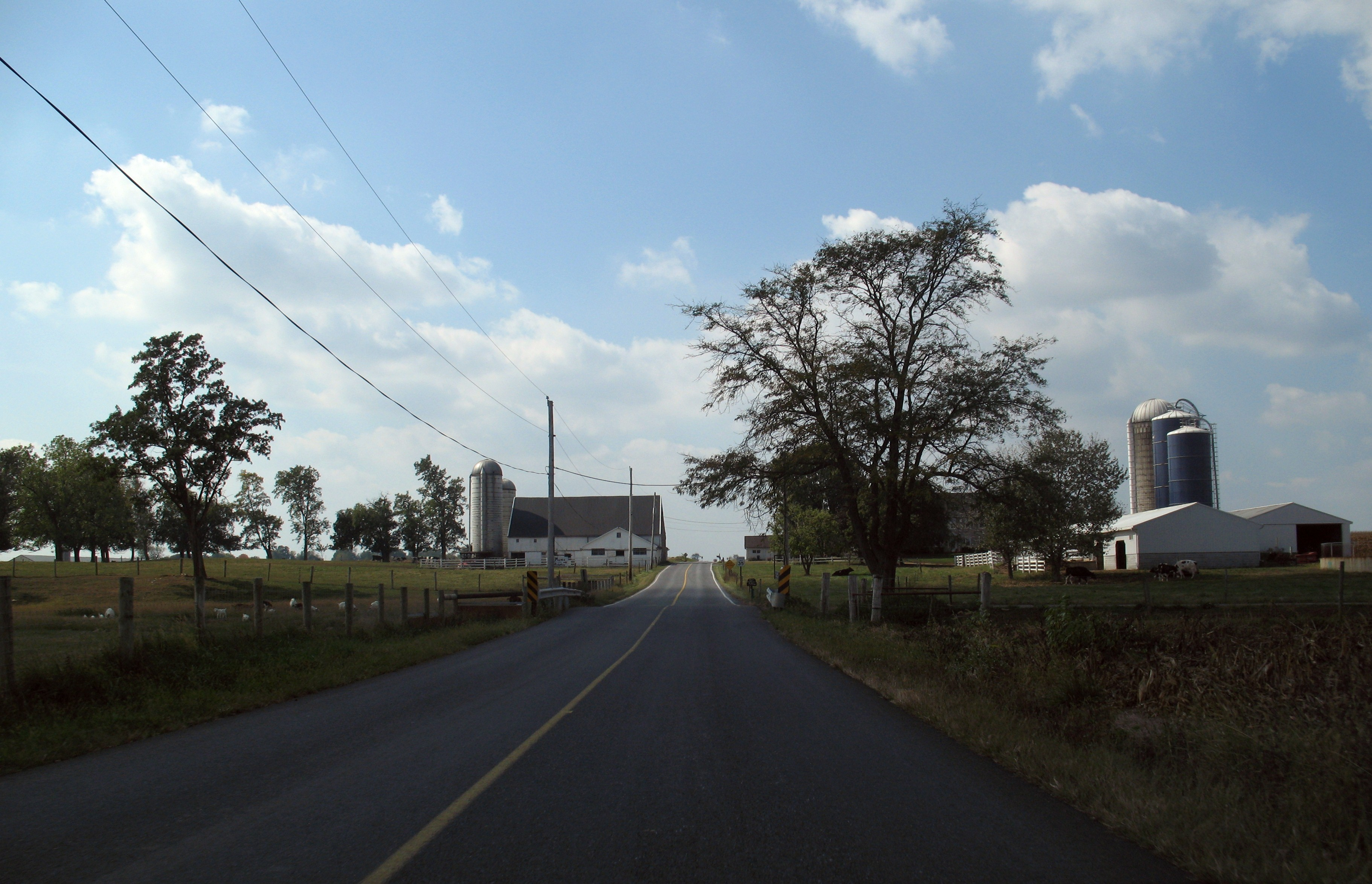
Les environs d'Ephrata sont principalement ruraux.

## Religion
On trouve à Ephrata de nombreuses églises et de groupes religieux, principalement chrétiens. D'importantes communautés Amish et de l'Ordre ancien mennonite sont présentes dans les environs d'Ephrata.

## Services publics

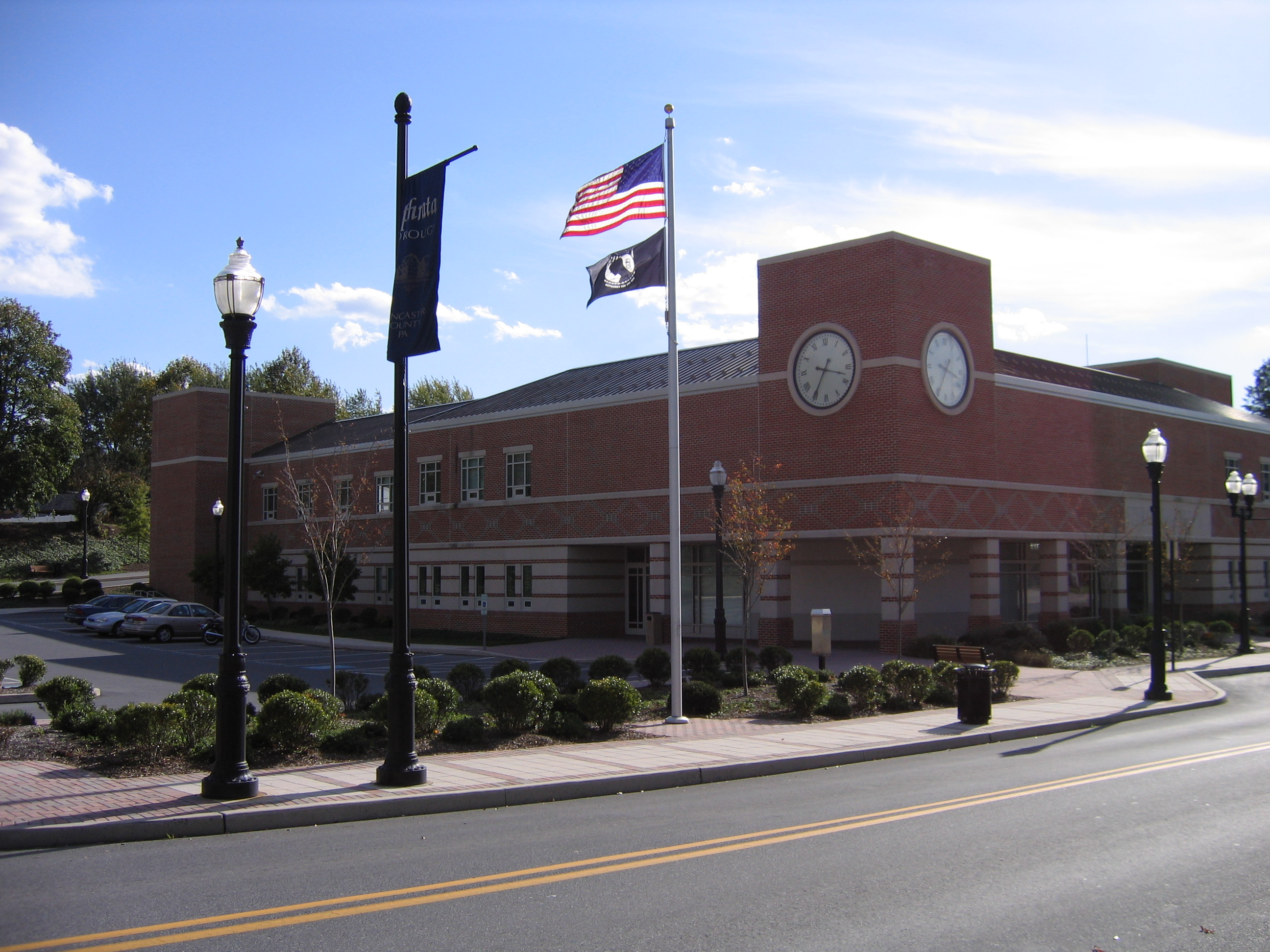
La mairie de l'arrondissement.

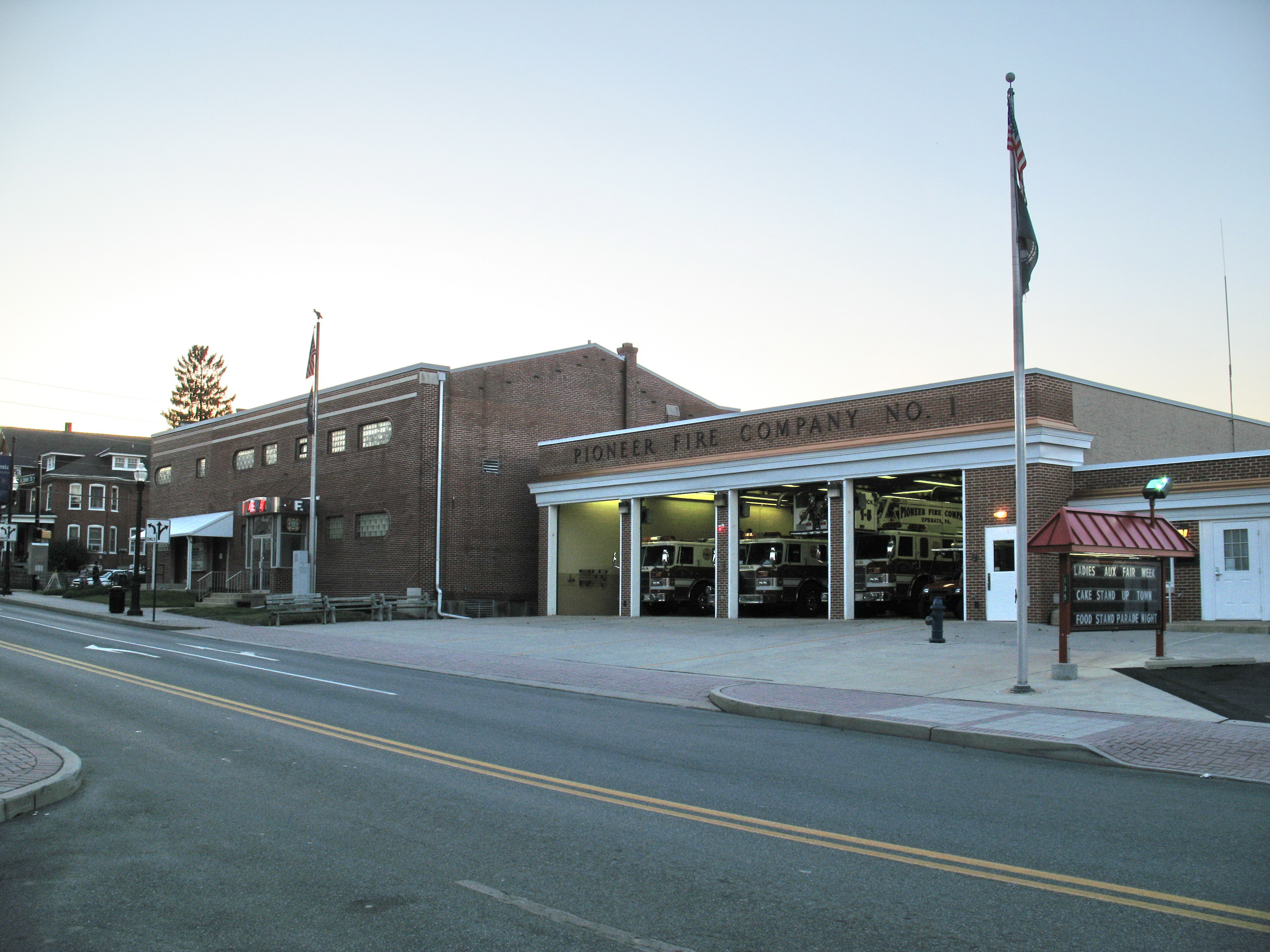
Les locaux de la première compagnie de feu et des Veterans of Foreign Wars.

(janvier 2018).
Le contenu est difficilement compréhensible vu les erreurs de traduction, qui sont peut-être dues à l'utilisation d'un logiciel de traduction automatique.

## Infrastructures

### Transports
L'autoroute U.S. Route 22 passe à l'est d'Ephrata, et va en direction de Lancaster au sud-ouest et en direction de Reading au nord-est. Elle rejoint la Pennsylvania Turnpike (Interstate 76) au niveau de l'échangeur Reading au nord-est d'Ephrata. L'autoroute US Route 322 traverse Ephrata, le long de Main Street dans une direction nord-ouest vers sud-est, et croise l'autoroute US 222 à l'est de l'arrondissement. L'autoroute Pennsylvanie Route 272 passe dans une direction sud-ouest vers nord-est le long de la route Reading, se dirigeant vers la partie ouest de l'arrondissement.
La Red Rose Transit Authority (RRTA) offre un service d'autobus vers Ephrata sur la Route 11. Il relie le Walmart d'Ephrata  au sud du centre-ville de Lancaster en passant par le centre-ville d'Ephrata. Il existe aussi à proximité du Kmart d'Ephrata un Parc relais desservi par la RRTA.

### Santé
WellSpan Health est l'organisme qui chapeaute le système de santé de la région centre-sud de la Pennsylvanie. Il exploite l'hôpital d'Ephrata, le WellSpan Ephrata Community Hospital, qui dessert l'arrondissement et ses environs dans le nord du Comté de Lancaster. L'hôpital dispose de 122 lits de soins actifs, 8 lits de réadaptation, un service d'urgences, un centre de cancérologie et un service de maternité.

### Autres
Ephrata est alimentée en énergie électricité par deux fournisseurs, principalement l'Ephrata Electric Division (le service de production d'électricité du borough d'Ephrata) et pour une petite partie PPL Electric Utilities,. La Division électrique du borough d'Ephrata a été rachetée en 1902 à la Lancaster Valley Electric Company pour 7 000 dollars. L'arrondissement a d'abord exploité une petite usine électrique sur South State Street, puis en 1924 une nouvelle usine, l'Ephrata Borough Electric Plant, est construite sur Church Avenue. Elle a été exploitée jusqu'en 1965, mais la hausse de la demande d'électricité a conduit l'arrondissement à acheter de l'électricité à des sources extérieures. La Division électrique du borough d'Ephrata fournit 140 millions de kilowatts-heures d'électricité par an soit 18,6 millions de dollars de chiffre d'affaires.
La Ephrata Area Joint Authority (EAJA) est l'agence qui gère la fourniture en eau à Ephrata, au canton d'Ephrata et à Clay Township, soit au total 8 222 clients. L'agence produit 2,65 millions de m3 d'eau par an, provenant de Cocalico Creek et de pompages d'eau souterraine. L'EAJA exploite une usine de traitement et de filtration de l'eau et dispose de trois puits et quatre réservoirs de stockage de l'eau.
La collecte et le recyclage des ordures dans Ephrata sont assurés par l'arrondissement par le biais d'un contrat avec la société Eagle Disposal, mais les habitants peuvent choisir une autre société.
L'alimentation en gaz naturel dans Ephrata est fournie par UGI Utilities,.

## Administration
Ephrata est un arrondissement. Le maire actuel est Ralph Mowen. Son mandat arrive à échéance en décembre 2021.
Le nom d'« Ephrata » est également utilisé pour désigner le township d'Ephrata.

### Les élus représentant Ephrata
- Gouverneur de la Pennsylvanie : Tom Wolf
- Sénateur sénior : Bob Casey Jr
- Sénateur junior : Patrick Toomey
- Député : Lloyd Smucker
- Représentant de L'État de Pennsylvanie : David H. Zimmerman
- Sénateur de l'État de Pennsylvanie : Ryan Aument (terme en décembre 2024), remplacé par James Andrew Malone en mars 2025
- Conseil du borough d'Ephrata : Susan Rowe (présidente), Thomas Reinhold (vice-président), Victor Richard, Melvin Weiler, Tim Barr, Linda Martin, Ricky Ressler, Gregory Zimmerman
- Maire d'Ephrata : Ralph Mowen

## Lieux et monuments

### Musées et sites historiques

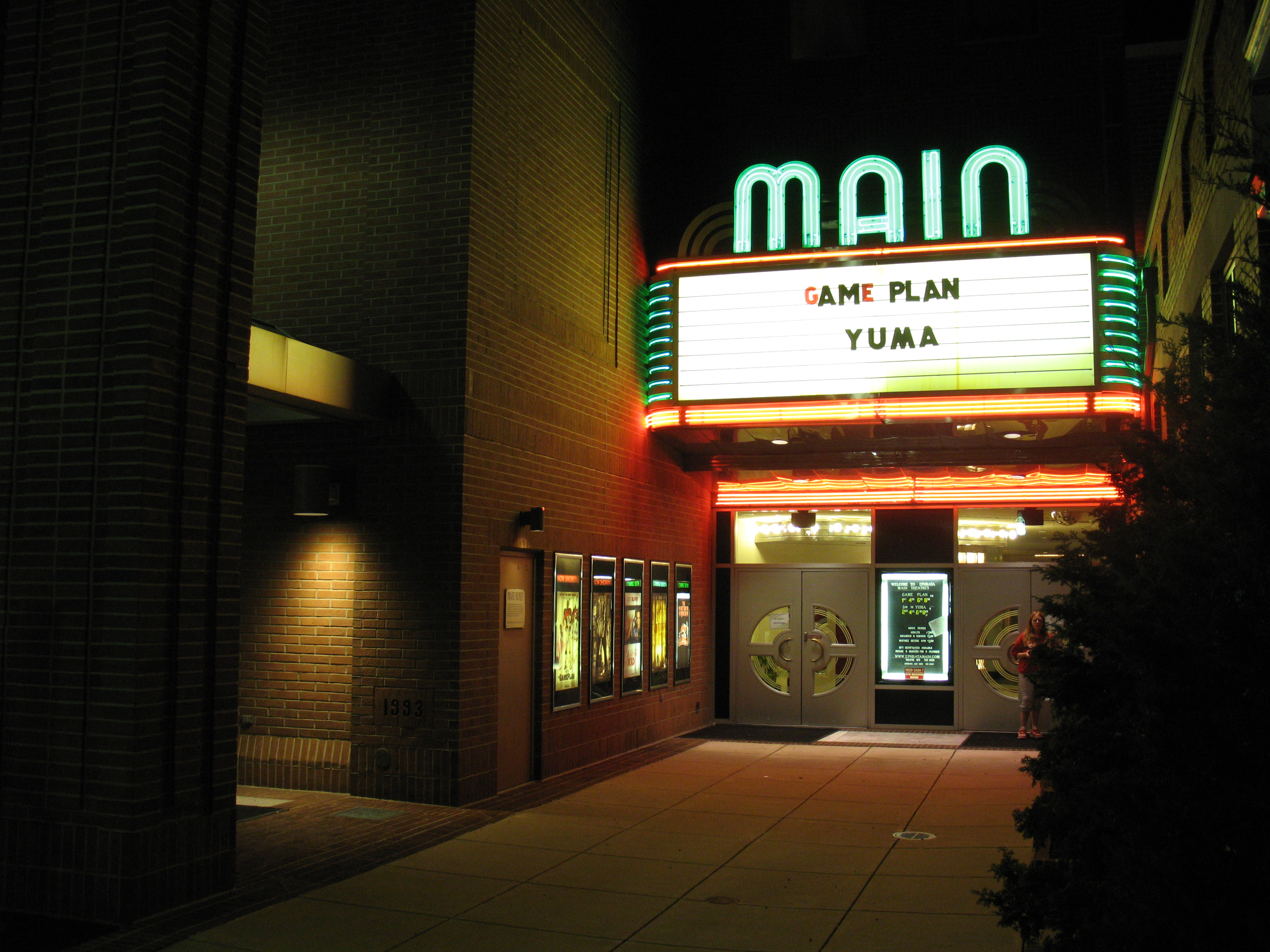
Le Main Theatre.

- Eicher Arts Center – Le centre occupe Eicher House, la maison historique de Conrad Beissel. Il comprend aussi un musée et une boutique consacrés aux Amérindiens.
- Le cloître d'Ephrata
- Main Theater – Le théâtre, construit par les frères Stiefel, a été inauguré le jour de Noël de 1938. Le premier film diffusé était La Vie en rose avec Shirley Temple en vedette. En 1990, la Denver and Ephrata Telephone Company a racheté le bâtiment laissé à l'abandon pour le restaurer (en installant par exemple un nouvel éclairage) et le ressusciter en tant que cinéma et salle de spectacle régionaux[25]. Le théâtre a rouvert 12 novembre 1993.
- Mountain Springs Hotel – Le site de l'ancien hôtel se trouve à l'angle de Main Street (Route 322) et de Spring Garden Street. Inoccupé pendant une longue période, il a été démoli en 2004, à l'exception d'une petite partie du bâtiment original, qui a été préservée et rénovée pour être utilisée comme centre de conférences et héberge un musée. Un hôtel Hampton Inn a été construit sur le site en septembre 2005. Un restaurant Applebee's a été également construit, et il est aussi prévu un immeuble de bureaux.
- Ephrata Performing Arts Center[26] – Le Legion Star Playhouse a été fondé en 1953, sous la direction de John Cameron. En 1972, à la suite du départ de Cameron, des bénévoles ont poursuivi l'organisation des spectacles et en 1979 ils se sont organisés en association à but non lucratif. En 1980, Legion Star Playhouse changea de nom pour devenir l'Ephrata Performing Arts Center (EPAC). Une rénovation complète du théâtre communautaire pour un montant de 2,4 millions de dollars lui permet d'organiser des manifestations de plus en plus nombreuses et variées, comprenant des pièces théâtrales, des comédies musicales, des spectacles pour enfants, etc.

### Attractions de la région
- L'Ephrata Fair est la plus grande fête foraine de Pennsylvanie. Sa création remonte à octobre 1919, lorsque des hommes d'affaires locaux ont organisé une journée de fête en l'honneur des vétérans de la Première Guerre mondiale. Au cours des années suivantes, la fête grandit pour inclure des agriculteurs pour la célébration de la récolte. Sa durée a également augmenté de plusieurs jours. Le défilé populaire a été ajouté en 1932. Aujourd'hui, la fête foraine a lieu pendant cinq jours en septembre et attire des dizaines de milliers de visiteurs chaque année[27].

## Personnalités liées à la commune
- Richard D. Winters (1918-2011), officier de l'US Army pendant la Seconde Guerre mondiale, commandant de la Easy Company (506e régiment d'infanterie, 101e division aéroportée), est inhumé à Ephrata.
- Evelyn Margaret Ay, Miss America 1954, est née à Ephrata
- Mike Mentzer, bodybuilder professionnel et Mr. Olympia 1979 catégorie poids lourds[28], est né à Ephrata
- Murray Merle Schwartz, juge à la Cour de district des États-Unis
- Texas in July, groupe de metalcore, est originaire d'Ephrata
- Charles B. McVay III, contre-amiral commandant l'USS Indianapolis au moment de son naufrage en 1945.
- Stanley "Whitey" von Nieda, joueur de basketball NBA[29].

## Jumelages
Selon Sister Cities International, Ephrata est jumelée à :
- Eberbach, Bade-Wurtemberg, Allemagne

## Tornade
Le dimanche 29 mars 2009, une forte tempête a brièvement balayé l'arrondissement d'Ephrata. Le 31 mars, le National Weather Service a confirmé qu'il s'agissait d'une tornade de catégorie EF1, accomagnée d'une forte grêle. 30 maisons ont été endommagées et 8 mobile-homes ont été détruits. De nombreux véhicules ont été renversés et la grèle a provoqué de nombreux trous dans les maisons.